# Coordinación de Educación Intercultural Bilingüe (Salta)
La Coordinación de Educación Intercultural Bilingüe (CEIB), dependiente de la Secretaría de Gestión Educativa del Ministerio de Educación, Cultura, Ciencia y Tecnología (MCCyT) de la provincia de Salta, impulsa políticas educativas con el objetivo de profundizar el compromiso con la educación de los pueblos indígenas y su aporte a la sociedad en su conjunto. Desde un enfoque territorial, la CEIB invita a las y los planificadores de políticas públicas, agentes del territorio y equipos profesionales a reflexionar sobre la diversidad y el simbolismo de las interacciones, promoviendo un proceso constante de co-construcción territorial, interdisciplinariedad y participación activa de las comunidades.
La CEIB fomenta una visión desde las comunidades indígenas como sujetos activos en la creación de políticas, involucrándose desde la acción y la construcción del territorio y la territorialidad. Propone un modelo alternativo en un contexto donde las políticas públicas suelen diseñarse sin considerar las opiniones, experiencias y necesidades de las comunidades.

## Historia
Las primeras iniciativas de educación intercultural bilingüe en Salta surgieron en la década de 1980, impulsadas por la iglesia católica. El Equipo Nacional de Pastoral Aborigen (ENDEPA) y la Fundación Padre Ernesto Martearena trabajaron estrechamente con las comunidades indígenas, dando origen al Proyecto de Regionalización Educativa para el Área Aborigen (Prepara) en 1984-1985. Este proyecto sentó las bases para una educación multicultural en la provincia.
En 1986, el Consejo General de Educación formalizó la incorporación del "Maestro Especial de Idioma Aborigen", luego denominado "Auxiliar Docente Aborigen" en 1991. Estos roles buscaban facilitar un enfoque pedagógico articulado en las escuelas con población indígena. Sin embargo, la falta de reglamentación clara sobre sus tareas llevó a que su rol se definiera a través de la práctica diaria, adaptándose a las necesidades de cada institución educativa.
La Ley de Educación Provincial N.º 7546 (2008) reconoció formalmente la Educación Intercultural Bilingüe (EIB) como una modalidad del sistema educativo provincial, estableciendo el derecho de los pueblos indígenas a recibir una educación que fortalezca su identidad cultural, su lengua y su cosmovisión. Además, promovió el diálogo de conocimientos y valores entre pueblos indígenas y otras comunidades culturales y lingüísticas.

## Educación Intercultural en Salta
La EIB en Salta ha transitado un camino complejo, con experiencias diversas y a menudo marcadas por asimetrías de poder. Durante años, los docentes bilingües se enfrentaron a roles indefinidos, a veces reducidos a meros traductores de lengua indígena. Sin embargo, desde 2021, la CEIB fortaleció su estructura con la incorporación de referentes territoriales y profesionales indígenas del pueblo kolla, guaraní y wichí estableciendo un diálogo más profundo con el Instituto Provincial de Pueblos Indígenas de Salta y otras organizaciones indígenas.
A través de un mapeo socioeducativo y sociocomunitario, se identificaron localidades con población kolla y se diseñó un plan de acción para desarrollar mesas de trabajo territorial. Estas acciones permitieron consolidar propuestas pedagógicas que integran saberes culturales y lingüísticos propios de los pueblos indígenas.
Los Lineamientos Curriculares Ñandereko (pueblos chané, guaraní y tapiete) y Yachayninchej (pueblo kolla) son fruto de este proceso de co-construcción curricular, garantizando la participación indígena en la definición de la currícula escolar, tanto en la educación inicial como primaria. Además, se avanza en la creación de los lineamientos curriculares Lhahanyajay (pueblo wichí) y del pueblo diaguita, consolidando un proyecto político y pedagógico orientado hacia la justicia curricular.
Otro hito importante fue la declaración del 8 de noviembre como Día del Docente Indígena, bajo la Ley N° 8393 en el año 2023.

## Actividades
La CEIB organiza de forma regular una variedad de actividades orientadas a fortalecer la educación intercultural y multilingüe en Salta, entre las que se destacan:
- Trayectos formativos: espacios de diálogo y reflexión abiertos a docentes de todos los niveles educativos, estudiantes y graduados de Educación Superior, referentes indígenas, investigadores, equipos de extensión universitaria, técnicos ministeriales y público en general. En donde se incluyen congresos, foros, jornadas interinstitucionales y encuentros dirigidos específicamente a formadores docentes en EIB, directores de instituciones formadoras y equipos técnicos ministeriales, con el objetivo de promover una gestión escolar intercultural, la construcción de materiales didácticos y la sistematización de experiencias educativas.[15][16][17][18][19][20][21][22][23]
- Lineamientos curriculares en núcleos educativos: Actualmente, se encuentran vigentes los Lineamientos Curriculares Interculturales Ñandereko co-construidos con los pueblos chané, guaraní y tapiete en el Nivel Inicial aprobados por Resolución N°066/22 y en el Nivel Primario aprobados por Resolución N°060/23; y los Lineamientos Curriculares Interculturales Yachayninchej co-construidos con el pueblo kolla en el Nivel Inicial aprobados por Resolución N°013/24 y en el Nivel Primaria Resolución N°006/205.  Así también el Diseño Curricular de la Carrera de Profesorado de Educación Primaria con orientación en Educación Intercultural Bilingüe con Res. N° 007/2024 y el Plan de Estudios de la “Tecnicatura Superior en Enfermería Intercultural Bilingüe” mediante la Res. N° 091/2022 del MECCyT y Res. N°162/2022 del Ministerio de Salud Pública.[24][25]

Las actividades se desarrollan de manera presencial y bimodal para tener un mayor alcance, las sesiones se transmiten virtualmente para facilitar la participación de docentes y estudiantes de profesorados de diversos territorios.